# رولف وانکا
رولف وانکا (انگلیسی: Rolf Wanka؛ ۱۴ فوریهٔ ۱۹۰۱ – ۲۸ نوامبر ۱۹۸۲) یک هنرپیشه اهل اتریش بود. وی بین سال‌های ۱۹۳۱ تا ۱۹۷۶ میلادی فعالیت می‌کرد.
از فیلم‌ها یا برنامه‌های تلویزیونی که وی در آن نقش داشته است می‌توان به ام اشاره کرد.